# Doom 3: Worlds on Fire
『Doom 3：Worlds on Fire』（ドゥームスリー ワールズ オン ファイア）（2008年2月26日発売）は、Doom3を題材とした三部作小説の第一部であり、『Doom 3』と『Doom 3：Resurrection of Evil』の脚本を手掛けたマシュー・コステロが執筆した。

## あらすじ
時は2144年、1世紀にわたって地球の貴重な資源をめぐる争いが続いた結果、世界経済は破綻し全面的な世界戦争が現実味を帯びていた。アメリカ政府は資源と軍事の面において優位性を持つユニオン・エアロスペース・コーポレーション（UAC）に協力を要請する。
政府のメンバーでさえ手掛かりがつかめていない秘密を提供し得る世界外の前哨基地建設に向け、同社には火星における白紙委任状が授けられた。 
特殊部隊の海兵隊員ジョン・ケイン中尉は、もともと仕事と出世にしか興味がなかったが、ある時、良心の呵責から直接の指令に背いてしまう。二等兵に降格されたケインは、火星の見せかけの治安維持部隊にすぎないという点から、実質的なUACの私軍である「U.S.スペースマリーン」に再配置された。 
二等兵となったケインが訪れたマーズシティは、環境コミュニティやラボセンターなどで構築されており、それらすべてをUACが所有および保護していた。シティは致命的な環境を備えた奇妙な世界であり、何千人もの市民には自分たちを火星人だという自覚がすでに芽生えつつあった。
ある日、マーズシティから離れた火星のとある場所で奇妙な古代遺跡が発見される。海兵隊の小分隊による警備の下、科学者による調査が行われ、壁の象形文字や不可解なアーティファクトが発見された。そのうちの一つである「ソウルキューブ」こと、「U1」という遺物により、重大なトラブルが発生する。

## 評価
タイム誌は、『Worlds on Fire』はゲームと同じストーリーを物語っていると述べたが、「驚くほど芸術的な優しさ」で伝えていると指摘した。 